# Первый президентский срок Нурсултана Назарбаева
Первый президентский срок Нурсултана Назарбаева продолжался с 1 декабря 1991 года по 9 января 1999 года.

## Избрание и провозглашение независимости

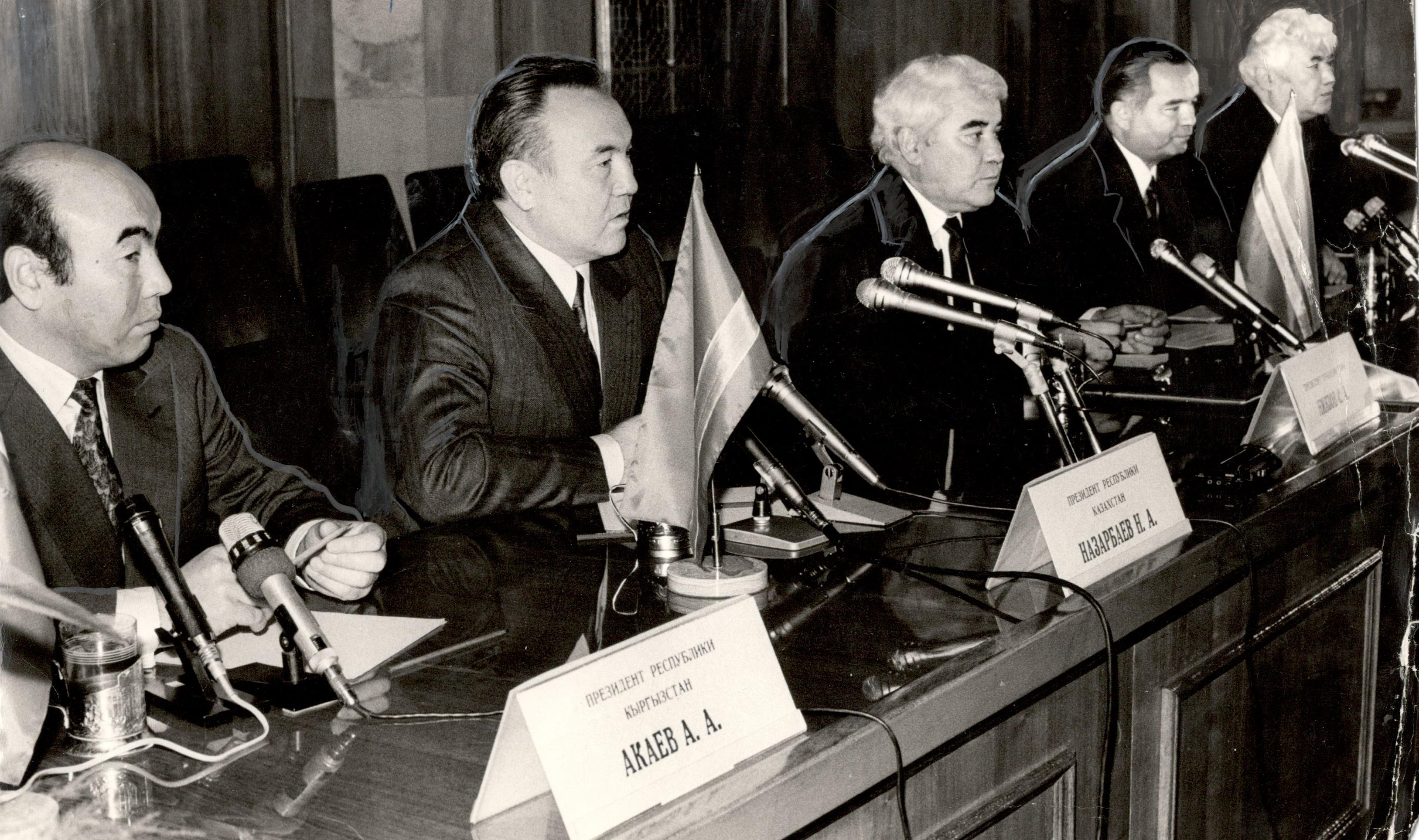
Слева направо: Президент Кыргызстана Аскар Акаев, Президент Казахстана Нурсултан Назарбаев, Президент Туркменистана Сапармурат Ниязов, Президент Узбекистана Ислам Каримов и Президент Таджикистана Рахмон Набиев

1 декабря 1991 года в стране состоялись первые всенародные выборы президента Казахстана, на которых Нурсултан Назарбаев получил поддержку 98,78% избирателей. И уже спустя 2 недели, 16 декабря 1991 года Верховный Совет государства принял закон «О государственной независимости Республики Казахстан», затем Казахстан официально стал независимым государством от СССР и Назарбаев стал первым президентом Республики Казахстан. Спустя 5 дней после провозглашения независимости, новый президент подписал Алма-Атинскую декларацию о целях и принципах СНГ, которая подтвердила полное упразднение СССР.
Беловежские соглашения

## Государственные символы

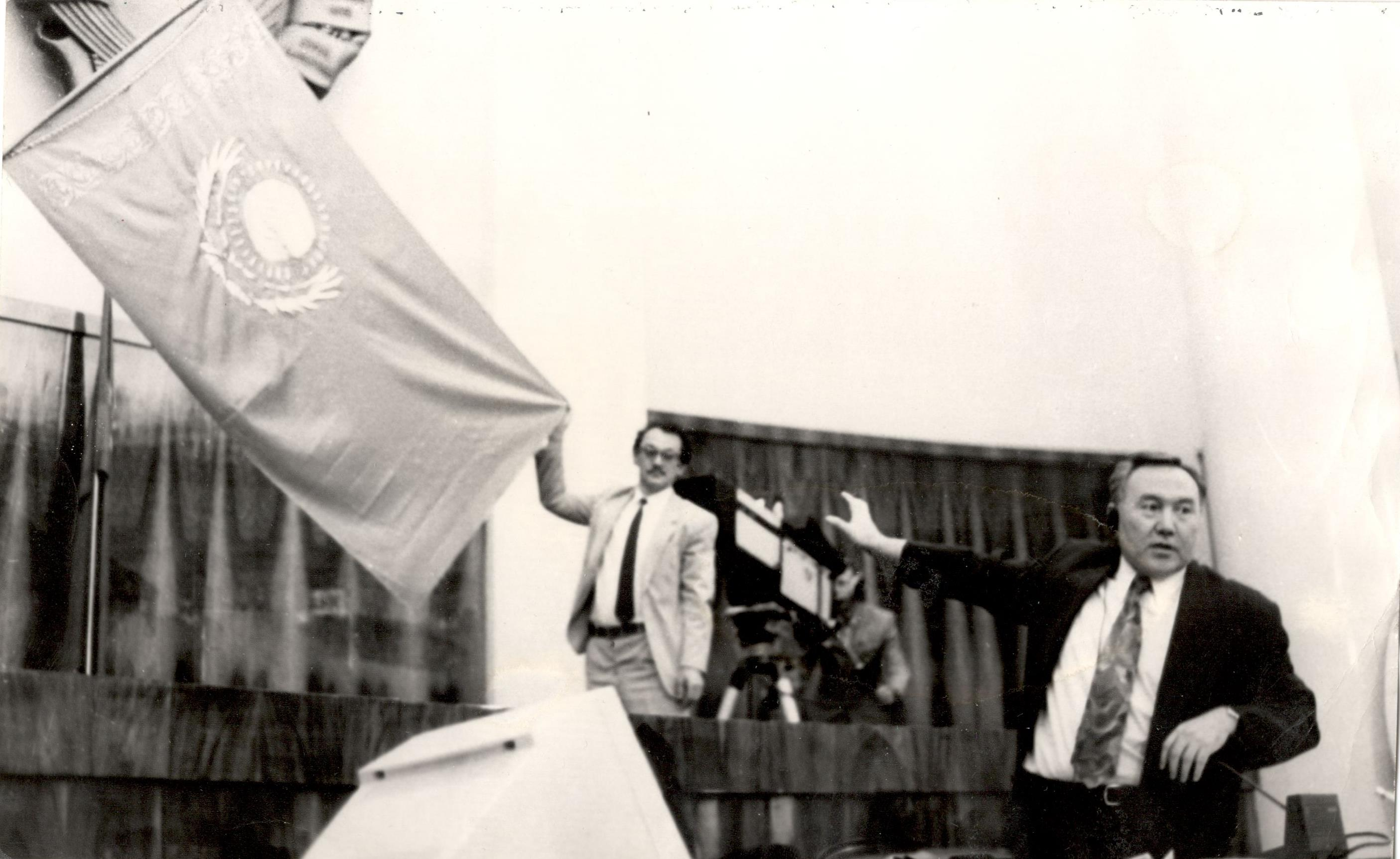
Нурсултан Назарбаев представляет образец флага Республики Казахстан перед депутатами Верховного Совета Казахстана

## Принятие флага Республики Казахстан
До 4 июня 1992 года в стране официально использовался флаг Казахской ССР. В 1992 году в результате конкурса был выбран вариант казахского художника Шакена Ниязбекова. В конкурсе также участвовали художники из Казахстана, стран СНГ, Монголии, Германии, Турции и многих других стран. 4 июня 1992 года Нурсултан Назарбаев подписал закон «О Государственном флаге Республики Казахстан». Изначально в этот же день был представлен и утверждён флаг, с красным орнаментом другой формы формы и сдвинутыми влево беркутом и солнцем. Однако позже, после критики Нурсултана Назарбаева, красный цвет из флага был удалён и изменён на желтый цвет законом о флаге РК. 6 июня новый флаг был официально утверждён как официальный и был поднят над резиденцией президента Казахстана. Автор флага Шакен Ниязбеков после утверждения флага перерисовал орнамент и данный переработанный орнамент на флаге существует и по сей день.

## Герб Республики Казахстан
4 июня 1992 года, в тот же день когда Назарбаев подписал закон «О Государственном флаге Республики Казахстан», он также утвердил герб страны. Авторами герба страны являются двое известных архитекторов: Жандарбек Малибеков и Шот-Аман Уалиханов. В финальном конкурсе принимали участие 245 проектов и 67 описаний будущего герба. В 1996 году был утверждён новый и перерисованный герб Казахстана. И уже в 2018 году в герб внесли изменения: вместо прежнего кириллического написания «ҚАЗАҚСТАН» используется латинизированное «QAZAQSTAN».

## Политический кризис и роспуск Верховного Совета
В первые годы после провозглашения независимости, перед государством стояла задача над формированием новой государственной системы. В 1993 году была принята на IX сессии Верховного Совета Казахстана XII созыва Первая Конституция независимого Казахстана. Однако вскоре конституция показала свою неэффективность в условиях переходного периода страны и конфликта между Назарбаевым и Верховным Советом Казахстана в 1993 году. Вскоре 29 апреля 1995 года состоялся референдум о продлении сроков полномочия Президента Назарбаева до 1 декабря 2000 года. По официальным данным, в голосовании приняло участие больше 91% граждан, имевших право голосовать, и больше 95% из них высказались за продление полномочий. 30 августа 1995 года на референдуме была принята новая и действующая по сей день Конституция страны, которая усилила президентскую власть в стране, сформировала новый парламент, распустила Верховный Совет, а также установила двухпалатный парламент в государстве. В декабре того же года в стране прошли парламентские выборы.

## Введение тенге
Переход от плановой экономики к рыночной был сопряжён с серьёзными трудностями. 15 ноября 1993 года была введена новая валюта — тенге, что позволило проводить Казахстану самостоятельную денежно-кредитную политику, полностью отказавшись от своего предшественника — рубля.

## Перенос столицы
Одним из главных и значимых решений Назарбаева, стало перенесение столицы из Алма-Аты в Астану. Его замысел о строительстве новой столицы по его воспоминаниям возник у него уже в первые годы после независимости страны. 15 сентября 1995 года Назарбаев подписал указ «О столице Республики Казахстан», в котором он дал распоряжение образовать Государственную комиссию для организации работы по перемещению высших и центральных органов власти в город Акмолу. С 25 октября 1996 года по 30 августа 2002 года в Акмоле, вскоре с 1998 года в Астане, строили один из главных монументов и достопримечательностей страны — Байтерек. И уже 10 декабря 1997 года Акмола была объявлена новой столицей Казахстана, заменив Алма-Ату. 6 мая 1998 года новую столицу Казахстана переименовали в Астану.

## Административно-территориальная реформа (1997)
22 апреля 1997 года по инициативе Нурсултана Назарбаева прошла административно-территориальная реформа в Казахстане. Закон «О мерах по оптимизации административно-территориального устройства Республики Казахстан» привёл к следующим изменениям: Кокшетауская область была разделена между Акмолинской и Северо-Казахстанской областями, Талды-Курганская область вошла в состав Алматинской с центром в г. Талды-Курган; Тургайская область вошла в состав Кустанайской; Джезказганская область вернулась в состав Карагандинской, а Семипалатинская вошла в состав Восточно-Казахстанской.

## Стратегия «Казахстан-2030» (с 1997)
В октябре 1997 года Нурсултан Назарбаев в своём послании народу страны объявил стратегию «Казахстан-2030», как процветание, безопасность и улучшение благосостояния всех казахстанцев» он огласил долгосрочный план по развитию республики до 2030 года. В программе были утверждены 7 долгосрочных приоритетов страны на этот период: 1) национальная безопасность, 2) внутриполитическая стабильность и консолидация общества, 3) экономический рост, базирующийся на открытой рыночной экономике с высоким уровнем иностранных инвестиций и внутренних сбережений, 4) здоровье, образование и благополучие граждан Казахстана, 5) энергетические ресурсы, 6) инфраструктура, в особенности транспорт и связь, 7) профессиональное государство. В стратегии впервые были чётко сформулированы долгосрочные цели развития страны и пути их достижения.

## Пенсионная реформа (1998)
20 июня 1997 года вышел закон Республики Казахстан от 20 июня 1997 года № 136-I О пенсионном обеспечении в Республике Казахстан. В 1998 году в стране стартовала пенсионная реформа. C 1 января 1998 года все работающие граждане в обязательном порядке отчисляют 10 % своих доходов в накопительный пенсионный фонд на индивидуальные пенсионные счета. Разработчиками пенсионной реформы были Григорий Марченко и Даулет Сембаев. Казахстан стал первой страной из Содружества Независимых Государств, осуществившая пенсионную реформу в стране.